# 프로트롬빈 시간

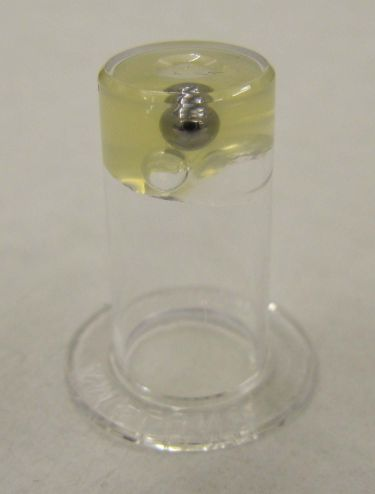

프로트롬빈 시간(Prothrombin time, PT)은 혈액응고계 검사 방법의 하나로, 혈액 응고 과정 중 외인성 경로에서 필요한 인자인 프로트롬빈(II인자), V인자, VII인자, X인자가 정상적으로 응고 활성을 일으켜 혈병이 생성되기까지의 시간을 측정하는 검사법이다. 이 검사법은 흔히 부분 트롬보플라스틴 시간(PTT)검사와 같이 시행한다.

## 진단
| 상태                                    | 프로트롬빈 시간(PT) | 부분 트롬보플라스틴 시간(PTT) | 출혈 시간(BT) | 혈소판 수(Platelet count) |
| --------------------------------------- | ------------------- | ----------------------------- | ------------- | ------------------------- |
| 비타민 K 결핍증 또는 와파린 투여        | 연장                | 정상 또는 약하게 연장         | 정상          | 정상                      |
| 파종성 혈관내 응고                      | 연장                | 연장                          | 연장          | 감소                      |
| 폰빌레브란트병                          | 정상                | 연장 또는 정상                | 연장          | 정상                      |
| 혈우병                                  | 정상                | 연장                          | 정상          | 정상                      |
| 아스피린 투여                           | 정상                | 정상                          | 연장          | 정상                      |
| 혈소판 감소증                           | 정상                | 정상                          | 연장          | 감소                      |
| 간부전 초기                             | 연장                | 정상                          | 정상          | 정상                      |
| 간부전 말기                             | 연장                | 연장                          | 연장          | 감소                      |
| 요독증                                  | 정상                | 정상                          | 연장          | 정상                      |
| 선천성 무섬유소원혈증                   | 연장                | 연장                          | 연장          | 정상                      |
| V인자 결핍                              | 연장                | 연장                          | 정상          | 정상                      |
| 아밀로이드 자반병에서 보이는 X인자 결핍 | 연장                | 연장                          | 정상          | 정상                      |
| 글란즈만 혈소판 무력증                  | 정상                | 정상                          | 연장          | 정상                      |
| 베르나르-술리에 증후군                  | 정상                | 정상                          | 연장          | 감소 또는 정상            |
| XII인자 결핍                            | 정상                | 연장                          | 정상          | 정상                      |
| C1INH 결핍                              | 정상                | 단축                          | 정상          | 정상                      |

경구항응고제치료(Oral anticoagulants therapy, 항응고제 복용법)를 받고 있는 환자는 PT시간이 약 20초 전후로 나오면 정상적인 치료가 된다고 판단한다.

## 통계
매년 전 세계적으로 약 8억 회의 검사가 수행되고 있다.

## 같이 보기
- 혈전